# Васильєвський Василь Григорович
Васильєвський Василь Григорович (02.02(21.01).1838–25(13). 05.1899) — російський історик-візантолог. Академік Петербурзької АН (1890; член-кореспондент 1876). Започаткував вивчення аграрної політики Візантії, її податкової системи. У своїх наукових працях показав вплив слов'янської колонізації Балканського півострова на розвиток у Візантії вільної селянської общини. Вивчав русько-візантійські відносини 10–12 ст. Опублікував низку історичних джерел, додавши до них ґрунтовні коментарі. За ініціативою Васильєвського було створено «Византийский временник» (1894) і він став одним із його редакторів. Помер у м. Флоренція (Італія).
Праці Васильєвського, серед яких виділяється «Законодательство иконоборцев» (1878), і нині мають непересічну наукову цінність.